# اتحادیه کاداکاتی
اتحادیه کاداکاتی (به لاتین: Kadakati Union) یک منطقهٔ مسکونی در بنگلادش است که در Assasuni Upazila واقع شده‌است.